# FG 1910 Kirchheim
FG 1910 Kirchheim was een Duitse voetbalclub uit het Heidelbergse stadsdeel Kirchheim.
De club werd in 1910 opgericht en sloot zich aan bij de Zuid-Duitse voetbalbond. In 1918 sloot FV Kirchheim zich bij de club aan. In 1930 promoveerde de club naar de hoogste klasse van de Rijncompetitie. De club werd laatste, maar degradeerde niet omdat de competitie werd uitgebreid van acht naar tien clubs. Echter werd de club ook in het tweede seizoen laatste en degradeerde nu wel. 
Na de Tweede Wereldoorlog werden alle Duitse sportclubs ontbonden. In november 1945 werd in Kirchheim een nieuwe club opgericht die enkele verschillende sportclubs verenigde onder de naam SG Kirchheim.